# Визуальная новелла
Визуальная новелла (яп. ビジュアルノベル бидзюару нобэру, от англ. visual novel), также визуальный роман — жанр компьютерных игр, подвид текстового квеста, в котором зрителю демонстрируется история при помощи вывода на экран текста, статичных (либо анимированных) изображений, а также звукового и/или музыкального сопровождения. Нередко используются и вставки полноценных видеороликов. Степень интерактивности в таких играх обычно низка, и от зрителя лишь изредка требуется сделать определённый выбор, в частности — выбрать вариант ответа в диалоге. Персонажи этих игр обычно выполнены в стиле аниме, который, как и визуальные новеллы, возник в Японии.
На 2012 год этот жанр остаётся популярным прежде всего в Японии, где находится большинство ведущих разработчиков, но набирает популярность и в других странах.

## Содержание и жанр
Из-за маркетинговой политики американской компании-локализатора JAST USA, первой представившей визуальные новеллы на западном рынке, жанр стали ошибочно отождествлять с симуляторами свиданий. Однако визуальные новеллы включают в себя большое количество жанров — научную фантастику, фэнтези, пародийные комедии, ужасы, любовные романы. В настоящих симуляторах свиданий сюжет играет последнюю роль, либо отсутствует полностью, а игровой процесс сводится к достижению поставленных целей и условий при взаимодействии с одним или несколькими персонажами любого пола.
Традиционно визуальные новеллы для персонального компьютера содержат этти-сцены, даже если общая направленность произведения далека от эротической. В то же время почти все порты романов на консоли не содержат материалов «для взрослых», а некоторые новые игры теперь нацелены на любую аудиторию. Так, игры студий Key и KID выпущены как игры для всей семьи.

## Игровой процесс
Визуальные новеллы отличаются низким уровнем интерактивности, в основном требуя от зрителя лишь нажатия определённой кнопки для перехода к следующему отрывку текста или сцене (в большинстве присутствует клавиша для быстрого пропуска сцен), но нередки случаи скрещивания визуальных новелл с аркадами, пошаговыми стратегиями, RPG и другими игровыми жанрами.
Большая часть визуальных новелл имеет разветвленный сюжет и несколько вариантов концовки, в таком случае зрителю в определённые моменты предлагается сделать выбор между различными вариантами действий или ответов в диалоге, таким образом определяя дальнейшие события в игре. Подобный формат был представлен в гибриде визуальной новеллы и симулятора Dokyusei (1992).

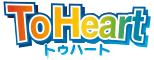
To Heart (1999) совершила революцию в жанре и подняла визуальные романы на новый уровень выразительности

Структура повествования работает как в интерактивных книгах, популярных в 1990-е. Однако в визуальных новеллах фабула обычно сложнее, а раскрытие характеров персонажей намного глубже, чем в вышеупомянутых книгах для детей. Визуальные новеллы действительно похожи на текстовые квесты, но имеют разные корни и преследуют другие цели.
Некоторые визуальные новеллы не ограничиваются одним жанром и включают в себя элементы других. Например, в Symphonic Rain, где игроку нужно сыграть на чём-то отдаленно похожем на музыкальный инструмент, для перехода к следующей сцене нужно набрать достаточно очков (набирать очки не обязательно, это просто мини-игра и её вообще можно пропустить). Часто такие мини-игры связаны с сюжетными предметами.
Некоторые простые игры не содержат моментов выбора вообще. Обычно это фанатские работы. Визуальные новеллы, написанные поклонниками, довольно популярны, существует несколько бесплатных движков и инструментов для упрощения их разработки, самые известные — NScripter, KiriKiri и Ren'Py.
Во многих визуальных новеллах персонажей озвучивают профессиональные сэйю. Главный герой часто остается «немым», хотя остальные персонажи могут быть озвучены полностью. Музыка, как правило, пишется специально для игры, хотя бывают и исключения, как в случае с игрой Crescendo, в которой используются популярные песни и классическая музыка.

## Стиль

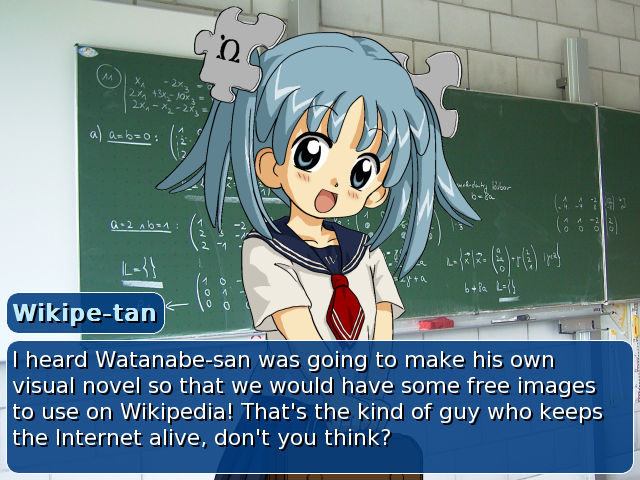
Изображение, имитирующее визуальную новеллу и демонстрирующее характерные элементы: спрайт, изображающий персонажа, и текстовое окно

Стиль повествования в визуальных новеллах несколько отличается от печатных книг. В основном, в визуальных новеллах повествование ведётся от первого лица, и наблюдателем всех событий является протагонист. Весьма часто повествование делится не на главы, а дни, что позволяет подвести итог прошедшего дня. Конечно, есть много исключений.
Графика визуальных новелл состоит из пакета фонов (обычно по одному на каждую локацию) и спрайтов (яп. 立ち絵 tachi-e) персонажей, которые накладываются сверху; перспектива — это обычно вид от первого лица, и «протагонист» остаётся не показанным. В ключевые моменты истории показываются специальные «CG-арты»: более детальные картинки, нарисованные специально для этой сцены вместо собранных из стандартных элементов, которые используют более кинематографичные углы камеры и включают протагониста. Эти сюжетные арты можно посмотреть в любой момент после того, как они были найдены в игре, «открыты», что создаёт интерес к повторному прохождению игры и выбору разных решений, ведь увидеть все особые события за одно прохождение порой невозможно.

## Подвиды
Помимо жанровых подвидов, визуальные новеллы также различаются по стилю и по механике.

### По механике

#### Кинетический роман (Kinetic Novel)
Характерная черта для данного подвида визуальных новелл — полное отсутствие ветвлений, выбора вариантов и, как следствие, возможности зрителя влиять на сюжет.

### По стилю

#### ADV (Adventure)
В данном подвиде текст выводится через небольшое окно, обычно располагающееся в нижней части экрана. Оставшееся пространство отведено под красочные иллюстрации, фоны и спрайты персонажей, обычно с широким использованием эффектов (смена палитры, приближение/отдаление, вращение, волны, тряска экрана и пр.). Для жанра характерны короткие предложения, поскольку текстовое окно попросту не способно вместить большой объём текста. Для имён (либо значков или портретов, отождествляющих) персонажей, от чьего лица произносится предложение, обычно предусмотрена отдельная область текстового окна, что облегчает зрителю отслеживание диалога. Когда от зрителя требуется выбор, ему предоставляется красочное (иногда анимированное и даже озвученное) окно с вариантами действий. Подавляющее большинство визуальных новелл относятся именно к этому подвиду.

#### NVL (Novel)
В данном подвиде, в отличие от ADV, текст выводится поверх спрайтов и фонов, во весь экран, как правило, на темном полупрозрачном фоне. В некоторых случаях для имён отводится левая область экрана, либо они упоминаются в самом тексте, в других случаях, как, например, в Higurashi no Naku Koro ni, в начале реплики говорящий отмечается путем изменения эмоции на лице спрайта. Большой размер текстовой области позволяет вмещать в себя более длинные реплики, описания, чем ADV.